# پناهگاه صخره‌ای نقش رستم ۱
پناهگاه صخره‌ای نقش رستم ۱ مربوط به دوران فرادیرینه‌سنگی است و در شهرستان مرودشت، شمال شرقی محوطه نقش رستم واقع شده و این اثر در تاریخ ۲ آبان ۱۳۸۲ با شمارهٔ ثبت ۱۰۵۳۵ به‌عنوان یکی از آثار ملی ایران به ثبت رسیده است.